# ジョン・C・ハイク
ジョン・C・ハイク（John C. Hyke, 1964年1月9日 - ） は、アメリカ合衆国の男性声優、俳優、シンガーソングライター、アナウンサー。別名にジョン・ハイク (John Hyke) 、J・C・ハイク(J.C. Hyke)などがある。

## 概要
テキサス州ダラスで生まれ、カリフォルニア州パサデナで育つ。
ラサール・ハイスクール卒業。パサデナ・シティ・カレッジにて舞台芸術の文学準学士号を取得後、カリフォルニア州立大学ノースリッジ校にてラジオ・テレビ放送の学位を取得。劇団グラウンドリングス、デル・マルメディア・アーツ俳優センター等で演技を学ぶ。
2001年9月にシンガーソングライターとしての活動を始める為、カリフォルニア州バーバンクからテネシー州ナッシュビルに移住し、2003年にデビューCDをリリースする。2004年8月にシアトルに移住後、ワシントン州オリンピアに移住し、2009年9月に再びロサンゼルスに移住。
シングルファザーとして娘を2人育て、後に再婚する。特技はギター、ハーモニカ、野球、サッカー、ゴルフ、バスケットボール等。
映画俳優組合、米国テレビラジオ芸能人連盟、米国作曲家作詞家出版家協会会員。

## 出演作品

### テレビアニメ
2001年
- ゲートキーパーズ※ジョン・ハイク名義

2005年
- アニメ 世界偉人伝（フランツ・グリルパルツァー）

2015年
- ミラキュラス レディバグ&シャノワール（ダモクレス校長 他）

### 劇場アニメ
- マルコ・ポーロ・リターン・サナドゥ（2001年、マイゴー）

### ゲーム
2000年
- Barbie: Magic Genie Adventure

2001年
- レジェンド オブ マイト アンド マジック

2002年
- ヒーローズ オブ マイト アンド マジック4
- ヒーローズ オブ マイト アンド マジック6

2015年
- Elsword（シエル）

### 特撮
1994年
- パワーレンジャー（ガラマンダーの声、グレートキャノンモンスターの声）※ノンクレジット

1995年
- バーチャル戦士トゥルーパーズ（トランスフォーマトロンの声）
- マスクド・ライダー（テルマセクトの声）※ジョン・ハイク名義

1997年
- パワーレンジャー・ターボ（ファラオの声）※ノンクレジット

2000年
- パワーレンジャー・ライトスピード・レスキュー（ウィアリンの声、トゥリーヴェルの声）※ジョン・ハイク名義

### テレビドラマ
- アニマル・レスキュー・キッズ（ニュースキャスター）
- デイズ・オブ・アワ・ライブス
- NCIS 〜ネイビー犯罪捜査班（将軍）
- BONES
- ロマンス（声）

### 映画
- Asian American Marriage（マイク）

1997年
- L.A.コンフィデンシャル

1998年
- グッバイ・ラバー
- J・エドガー

2015ネ
- パパ：ヘミングウェイの真実（ニュースキャスターの声）

### テレビ映画
2012年
- Operation Cupcake（陸軍大尉）

### 舞台
- エニシング・ゴーズ（船長）
- エレファント・マン（フレデリック・トリーブズ）
- ナッツ（フランクリン）
- 屋根の上のバイオリン弾き（パーチック）
- ワーキング（消防士）

### ナレーション
- EarthFest '98
- インターリンク・エレクトロニクス・Webサイト
- ウィスコンシン・ルセラン・カレッジ・プロモーションビデオ
- エントラップメント・プレスキット用予告編
- ガス・インク・企業デモ映像
- 狂っちゃいないぜ・プレスキット用予告編
- キーズ・モーターズ・会社案内ビデオ
- ザ・ノース・フェイス・企業デモ映像
- シェブロン・企業デモ映像
- 世紀の戦争
- ディープエンド・オブ・オーシャン・プレスキット用予告編
- ドクター・ドリトル・プレスキット用予告編
- テキサス・ボーイズ・プレスキット用予告編
- 花嫁のパパ2・ビデオ用予告編
- 日立・企業デモ映像
- フィルム・ローマ・企業デモ映像
- Behind The Wheel
- マイクロソフト・Webサイト
- マイクロソフト・2005年プレゼンテーション用映像
- マクドネル・ダグラス・企業デモ映像
- レ・ミゼラブル・プレスキット用予告編

### その他
- Arrest & Trial（番組内ドラマの検事）

## 音楽

### アルバム
- Fallin(2003)